# Carl van Deurs
Carl van Deurs, född 14 april 1800 i Slagelse, död 13 februari 1862 i Helsingør, var en dansk läkare. 
Efter att ha blivit student i Odense 1817 avlade Deurs kirurgisk examen 1823 och var därefter reservkirurg vid Det Kongelige Kirurgiske Akademi 1824–1827. Han praktiserade därefter i Præstø 1827–1832, varefter han var distriktskirurg i Ålborg till 1838 och regementskirurg till 1848, då han under Slesvig-holsteinska kriget fungerade som brigadläkare och generalkommandoläkare för att därefter anställas i Randers (1852) och Helsingør (1858). Han var en framstående kirurg och skrev bland annat Det jyske Syfiloid (i "Journal for Kirurgi og Medicin", 1835). Han hade även stort historiskt intresse och efterlämnade betydande samlingar, vilka övertogs av Det Kongelige Bibliotek, om Helsingørs historia och om danska läkare.